# Кам'янець-Подільський коледж будівництва, архітектури та дизайну

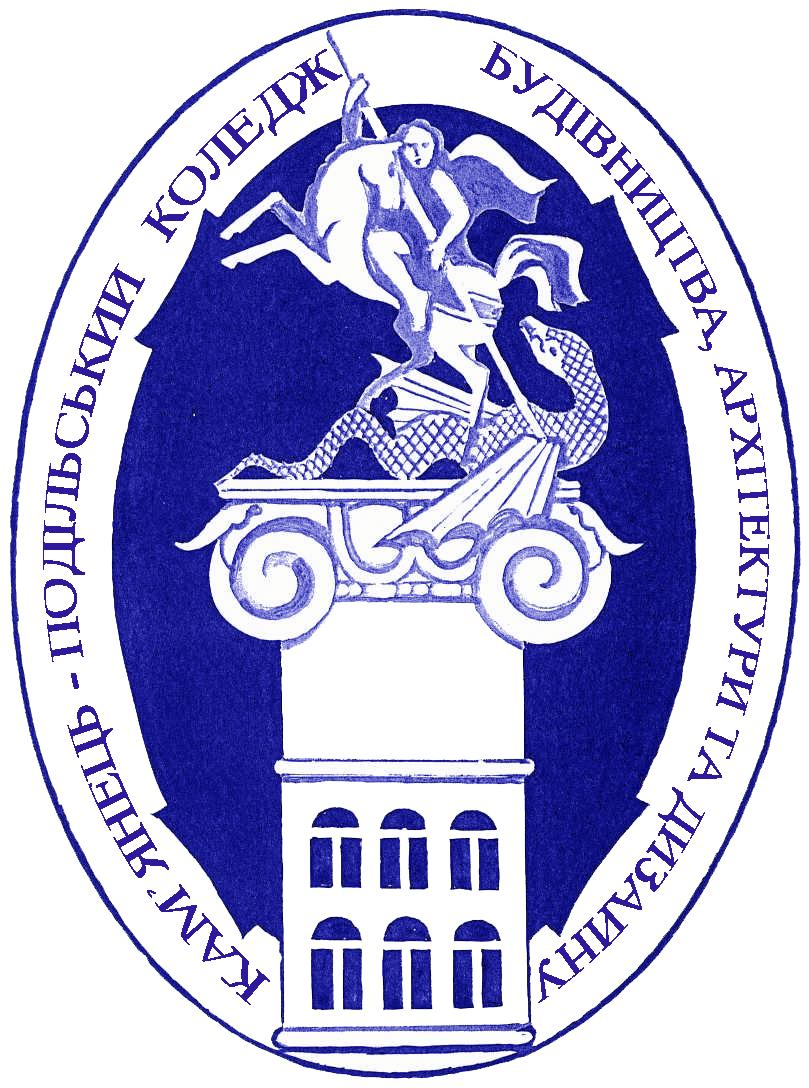

Кам'яне́ць-Поді́льський ко́ледж будівни́цтва, архітекту́ри та диза́йну — навчальний заклад у Кам'янці-Подільському.

## Історія
Створено в Одесі 30 квітня 1944 року, підпорядковувався Особливій будівельно-монтажній частині.
24 червня 1944 року переведено до Києва в розпорядження АК ЖГС УРСР. Згодом підпорядковано Міністерству міського та сільського будівництва УРСР, потім — Київському економічному адміністративному районові.
17 вересня 1957 року переведено до Кам'янця-Подільського. 29 листопада 1957 року Кам'янець-Подільський будівельний технікум підпорядковано Раднаргоспу Вінницького економічного адміністративного району. 1963 року підпорядковано Міністерству будівництва УРСР.
2 грудня 1957 року в міському Будинку культури відбувся вечір зустрічі студентської молоді міста з учнями будівельного технікуму, які днями переїхали до Кам'янця-Подільського з Києва . 1957 року під гуртожиток передано новий житловий будинок на вулиці Пановецькій.
2008 року Кам'янець-Подільський будівельний технікум перетворено на Кам'янець-Подільський коледж будівництва, архітектури та дизайну.

### Директори, викладачі, випускники
Директори:
- Петро Лукич Кострицин,
- від квітня 1980 року — Анатолій Дмитрович Ониськов,
- від 9 жовтня 2003 року — Надія Антонівна Сільченко.

Одним з найвідоміших випускників закладу є Анатолій Овчарук (навчався з вересня 1961 року до січня 1966 року) — заслужений будівельник України, у 1998—2002 роках перший заступник голови Хмельницької обласної державної адміністрації, у 2002—2006 роках — голова Хмельницької обласної ради.
2006 року заслуженим будівельником України став випускник технікуму Петро Олександрович Васильчук, який від 2000 року очолює ЗАТ «Проектно-будівельне об'єднання „Львівміськбуд“».
У технікумі навчався український перекладач і літературознавець Іван Ільєнко. 1961 року місцева газета «Прапор Жовтня» подала два вірші 17-річного Івана: 1 травня — «Ми веселим весну!», 13 травня — «Будівельники».
У технікумі працював Рафаїл Нуртдінов (1937 — 2003) — один із найсильніших кам'янецьких шахістів середини 1960-х років: чемпіон міста 1965 року, учасник півфіналу першості України за листуванням у 1961—1965 роках. Технікум закінчив Володимир Пурдяк (1964 — 1984) — один із найсильніших кам'янецьких шахістів початку 1980-х років, який загинув під час служби в армії.

### Актовий зал
Поруч із технікумом в окремому приміщенні розташувався його актовий зал. Цей зал на 700 місць власноруч збудували учні технікуму в 1959—1962 роках, про що засвідчує відповідна табличка на будинку. Перед Першою світовою війною на цьому місці був кінозал «Ілюзіон» на 100 місць.
У актовому залі будівельного технікуму 29 вересня 1963 року відбувся ювілейний вечір, присвячений 70-річчю байкаря Микити Годованця. Ювіляра приїхали привітати зо два десятки письменників. Серед них Олександр Ковінька, Федір Маківчук, Василь Юхимович, Анатолій Косматенко, Іван Сварник, Володимир Бабляк, Станіслав Тельнюк.
23—24 лютого 1990 року в актовому залі виступали українські бандуристи з діаспори Віктор Мішалов, Юліан Китастий, Павло Писаренко. У залі в руках рухівців і їх дітей розвівалися синьо-жовті прапорці та прапори, до офіційного визнання яких ще залишалося два роки.
Тут 29 листопада 2002 року, під час святкування 45-річчя технікуму, помер від серцевого нападу професор Подільської аграрно-технічної академії, заслужений працівник сільського господарства України, колишній перший секретар райкому КПУ часів перебудови (у 1986—1988 роках) Іван Мальченко.